# Юрьев, Филипп Юрьевич
Филипп Юрьевич Юрьев (15 января 1990, Москва) — российский кинорежиссёр, сценарист. Обладатель главного приза Venice Days Венецианского кинофестиваля, член Европейской киноакадемии.

## Биография
Родился у отца Юрию Зиновьича Юрьева 15 января 1990-го года.
В 2011 году закончил ВГИК (экспериментальную мастерскую режиссуры под руководством Алексея Учителя).
Свои первые призы Филипп получил, еще будучи студентом. В 2013 г. дипломная работа «Песня механической рыбы» участвовала в короткометражном конкурсе фестиваля «Санденс». Кинокритик Зара Абдуллаева сравнила этот фильм с мини-эпосом.
В полнометражном кино дебютировал фильмом «Китобой». Работа над фильмом заняла около семи лет, а сами съемки фильма прошли в длительной экспедиции в поселке Лорино Чукотского района с участием реальных жителей поселка. Две главные роли сыграли непрофессиональные актеры.
Премьера «Китобоя» состоялась в сентябре 2020 года на 77-м Венецианском кинофестивале. Фильм получил главный приз в программе Venice Days от молодежного жюри во главе с кинорежиссером Надавом Лапидом. На 31-м кинофестивале «Кинотавр» картина получила приз за лучшую режиссуру и диплом Гильдии киноведов и кинокритиков, а исполнитель главной роли Владимир Онохов получил награду за лучшую мужскую роль.
В 2021 году «Китобой» также удостоился премии «Белый слон». Режиссер Филипп Юрьев также стал обладателем премии «Ника» в номинации «Открытие года». 
В 2021 году Юрьев вошел в список издания Variety 12 молодых российских кинематографистов из России, готовых к выходу на глобальный рынок.
Режиссер Филипп Юрьев также был номинирован на приз за лучший дебют Европейской киноакадемии в номинации «Открытие года», а в 2022 году был избран членом Европейской киноакадемии.